# Copa Norte 1997
La Copa Norte 1997 è stata la 1ª edizione della Copa Norte.

## Formula
Le dieci squadre partecipanti sono suddivise in due gironi da cinque squadre. Le due formazioni classificatesi prime nel proprio girone, si affronteranno in una finale (andata e ritorno) per decretare la vincitrice del torneo. Il club vincitore ottiene un posto per gli ottavi di finale di Coppa CONMEBOL 1997.

## Partecipanti
| Stato    | Squadra (Città)            |
| -------- | -------------------------- |
| Acre     | Rio Branco-AC (Rio Branco) |
| Acre     | Independência (Rio Branco) |
| Amapá    | Ypiranga-AP (Macapá)       |
| Amazonas | Nacional-AM (Manaus)       |
| Maranhão | Imperatriz (Imperatriz)    |
| Pará     | Remo (Belém)               |
| Pará     | Tuna Luso (Belém)          |
| Piauí    | 4 de Julho (Piripiri)      |
| Rondônia | Ji-Paraná (Ji-Paraná)      |
| Roraima  | Baré (Boa Vista)           |

## Fase a gironi

### Gruppo A
|  | Pos. | Squadra     | Pt | G | V | N | P | GF | GS | DR |
|  | ---- | ----------- | -- | - | - | - | - | -- | -- | -- |
|  | 1.   | Remo        | 12 | 4 | 4 | 0 | 0 | 10 | 1  | +9 |
|  | 2.   | Imperatriz  | 7  | 4 | 2 | 1 | 1 | 8  | 7  | +1 |
|  | 3.   | Ypiranga-AP | 3  | 4 | 0 | 3 | 1 | 2  | 4  | -2 |
|  | 4.   | 4 de Julho  | 2  | 4 | 0 | 2 | 2 | 4  | 8  | -8 |
|  | 5.   | Tuna Luso   | 2  | 4 | 0 | 2 | 2 | 4  | 8  | -8 |

Legenda:
      Ammessa alla finale.
Note:
Tre punti a vittoria, uno a pareggio, zero a sconfitta.

### Gruppo B
|  | Pos. | Squadra       | Pt | G | V | N | P | GF | GS | DR |
|  | ---- | ------------- | -- | - | - | - | - | -- | -- | -- |
|  | 1.   | Rio Branco-AC | 10 | 4 | 3 | 1 | 0 | 6  | 1  | +5 |
|  | 2.   | Ji-Paraná     | 8  | 4 | 2 | 2 | 0 | 3  | 1  | +2 |
|  | 3.   | Nacional-AM   | 5  | 4 | 1 | 2 | 1 | 4  | 6  | -2 |
|  | 4.   | Independência | 3  | 4 | 1 | 0 | 3 | 2  | 4  | -2 |
|  | 5.   | Baré          | 1  | 4 | 0 | 1 | 3 | 2  | 5  | -3 |

Legenda:
      Ammessa alla finale.
Note:
Tre punti a vittoria, uno a pareggio, zero a sconfitta.

## Finale
| Squadra 1     | Totale | Squadra 2 | Andata | Ritorno |
| ------------- | ------ | --------- | ------ | ------- |
| Rio Branco-AC | 2 – 1  | Remo      | 0 – 0  | 2 – 1   |